# Andrew Schwab
Andrew Schwab é o vocalista da banda e compositor do grupo de rock cristão Project 86 e ainda escritor. Com o Project 86, gravou 6 álbuns e nos seus próprios livros ele conta sobre sua vida com a banda.
Schwab é um homem cristão que segue firmemente sua fé.
Embora suas letras não apontem isso, Schwab faz concertos constantemente em festivais cristãos para testificar o nome de Cristo Jesus.

## CDs
- Project 86 (1998)
- Drawing Black Lines[2] (2000)
- Truthless Heroes (2002)
- Songs to Burn Your Bridges By (2003, relançado em 2004)
- ...And The Rest Will Follow (2005)
- Rival Factions (2007)

## Livros
- Do Not Disturb
- We Caught You Plotting Murder
- It's All Downhill from Here

Um de seus livros de poesia vendeu dez mil cópias desde que foi lançado. O assunto predominante é sobre a sociedade: dos atos absurdos cometidos por nós; ele tenta com o livro melhorar o mundo em que vivemos.
Ardrew Schwab também fala sobre temas mais variados e contém exemplos espirituais. Seus livros trazem o humor de Schwab junto com sua espiritualidade.